# Sheldon (Queensland)
Pour les articles homonymes, voir Sheldon.
 Sheldon est une banlieue de Redland City, en Australie, à 23 kilomètres au sud-est du Centre d'affaires de Brisbane.

## Démographie
Au recensement de la population en Australie en 2011, la population de Sheldon était de 1 690 habitants, dont 49,5 % étaient des femmes et 50,5 % des hommes. L'âge moyen de la population de Sheldon est de 42 ans, 5 ans au-dessus de la moyenne australienne.
80,5 % des personnes vivant à Sheldon sont nées en Australie. Les autres réponses pour le pays de naissance étaient l'Angleterre (7 %), la Nouvelle-Zélande (2,6 %), l'Afrique du Sud (1 %), l'Écosse (0,8 %), et l'Inde (0,5 %). 94,5 % des habitants ont l'anglais pour première langue, alors que les autres parlent allemand (0,6 %), espagnol (0,5 %), serbe (0,4 %), italien (0,4 %), et grec (0,4 %).